# Rue Sainte-Philomène
Pour les articles homonymes, voir Philomène.
La rue Sainte-Philomène (en occitan : carrièra de Santa Filomèna) est une voie de Toulouse, chef-lieu de la région Occitanie, dans le Midi de la France.

## Situation et accès

### Description
La rue Sainte-Philomène est une voie publique. Elle se trouve dans le quartier du Busca.
Elle naît perpendiculairement à l'avenue François-Frizac. Longue de 440 mètres, elle suit un parcours rectiligne, orienté au sud-est, parallèle à l'allée des Demoiselles et à la rue Léo-Lagrange. Elle croise successivement la rue d'Auriol, la rue Saint-Luc, la rue Georges-Picot et la rue Louis-Marc-Demouilles. Elle se termine au carrefour de la rue des Pyrénées.
La chaussée compte une seule voie de circulation automobile à double-sens. Elle appartient à une zone 30 et la vitesse y est limitée à 30 km/h. Il n'existe pas d'aménagement cyclable.

### Voies rencontrées
La rue Sainte-Philomène rencontre les voies suivantes, dans l'ordre des numéros croissants :
1. Avenue François-Frizac
2. Rue d'Auriol
3. Rue Saint-Luc
4. Rue Georges-Picot
5. Rue Louis-Marc-Demouilles
6. Rue des Pyrénées

### Transports
La rue Sainte-Philomène n'est pas directement desservie par les transports en commun Tisséo. Elle est cependant facilement accessible par la ligne du Linéo L9, qui parcourt l'allée des Demoiselles, et par la ligne de bus 44, qui dessert l'avenue François-Frizac, la place du Busca et la rue Léo-Lagrange.
Les stations de vélos en libre-service VélôToulouse les plus proches se trouvent sur les mêmes voies : les stations no 112 (47 allée Édouard-Branly), no 115 (8 allée des Demoiselles), no 118 (2 place du Busca) et no 127 (1 rue Bégué-David).

## Odonymie

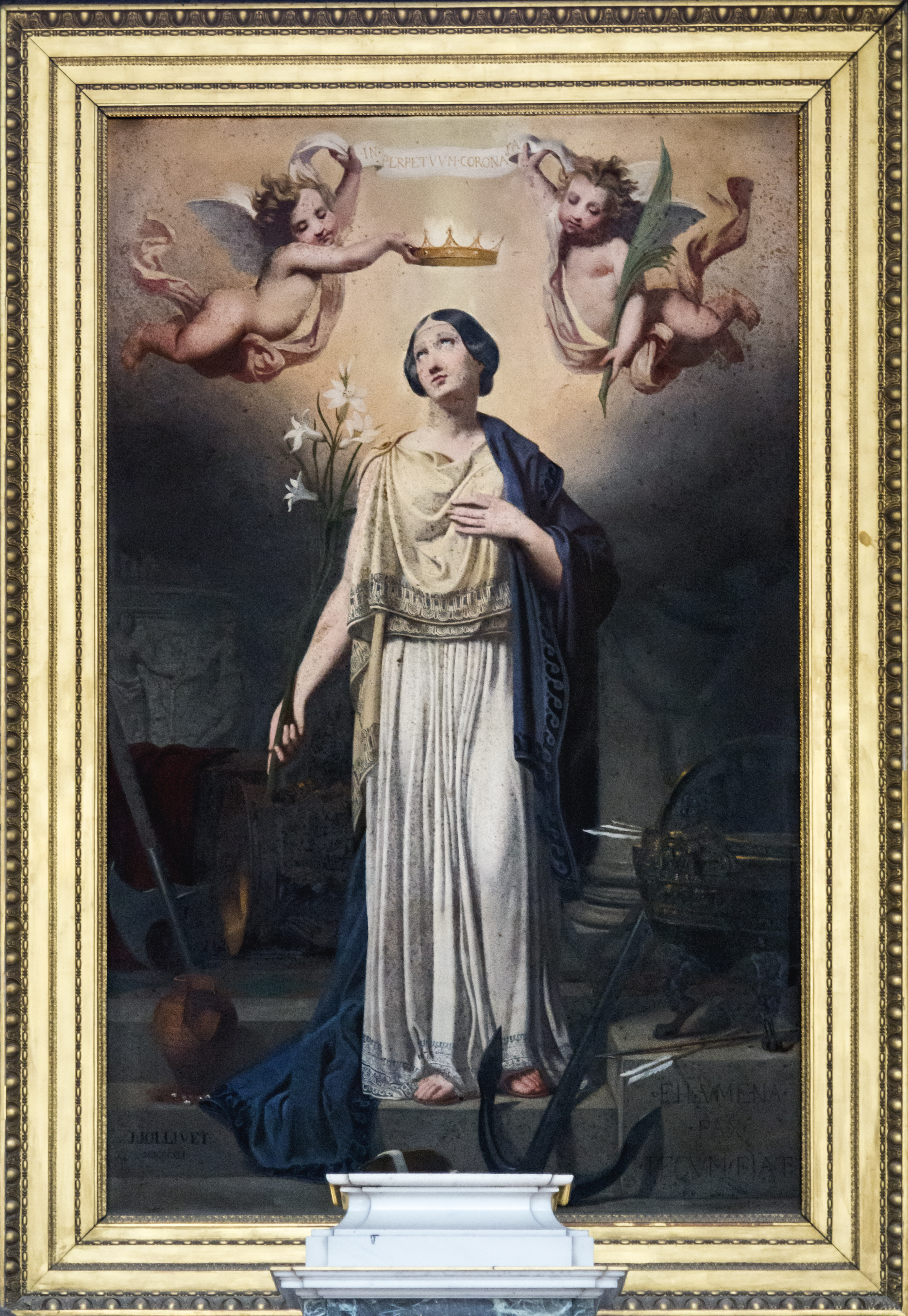
Couronnement de sainte Philomène par Jules Jollivet (cathédrale Notre-Dame-de-l'Assomption, Montauban).

La rue porte le nom de sainte Philomène, dont le culte était en vogue au XIXe siècle. Il est lié à la découverte en 1802 d'ossements dans les catacombes de Priscille, à Rome, attribués à une certaine Philomène, vierge et martyre. Son culte se popularise en France grâce à Pauline Jaricot, fondatrice de l'œuvre de la propagation de la foi, et de Jean-Marie Vianney, le « curé d'Ars ».

## Histoire
La rue Sainte-Philomène est tracée en 1880 dans le nouveau quartier que fait lotir Xavier d'Auriol-Maison (1836-1888) sur la vaste propriété qu'il possède au sud de l'avenue François-Frizac, entre l'allée des Demoiselles et le chemin du Sauzat (actuelle rue Léo-Lagrange). La rue Sainte-Philomène en constitue l'axe principal. D'abord ouverte du côté de l'avenue François-Frizac, elle est progressivement prolongée jusqu'à la rue des Pyrénées.

## Patrimoine et lieux d'intérêt
- no  8 : maison Frenkiel. 
Une maison est construite en 1955 sur une parcelle à l'angle de la rue Xavier-d'Auriol pour le compte de M. Frenkiel, sur les plans de Michel Munvez, architecte représentatif du mouvement Art déco, dont l'édifice conserve ici les formes. La maison s'élève en retrait par rapport à la rue. L'ossature est en béton et les façades sont enduites. Elles sont animées par de légers décrochements, l'angle étant particulièrement mis en valeur par une rotonde. Le rez-de-chaussée est occupé par les pièces de service – garage, buanderie et chaufferie –, tandis que l'étage accueille les principales pièces de vie – cuisine, pièces de séjour, chambres et salle d'eau. Ce niveau est mis en valeur par un balcon filant du côté de la rue Xavier-d'Auriol, reliant la première chambre et le séjour, et un autre balcon du côté de la rue Sainte-Philomène, pour la deuxième chambre[3].

- no  26 : maison Le Sine (premier quart du XXe siècle)[4].
- no  31 : maison (premier quart du XXe siècle)[5].

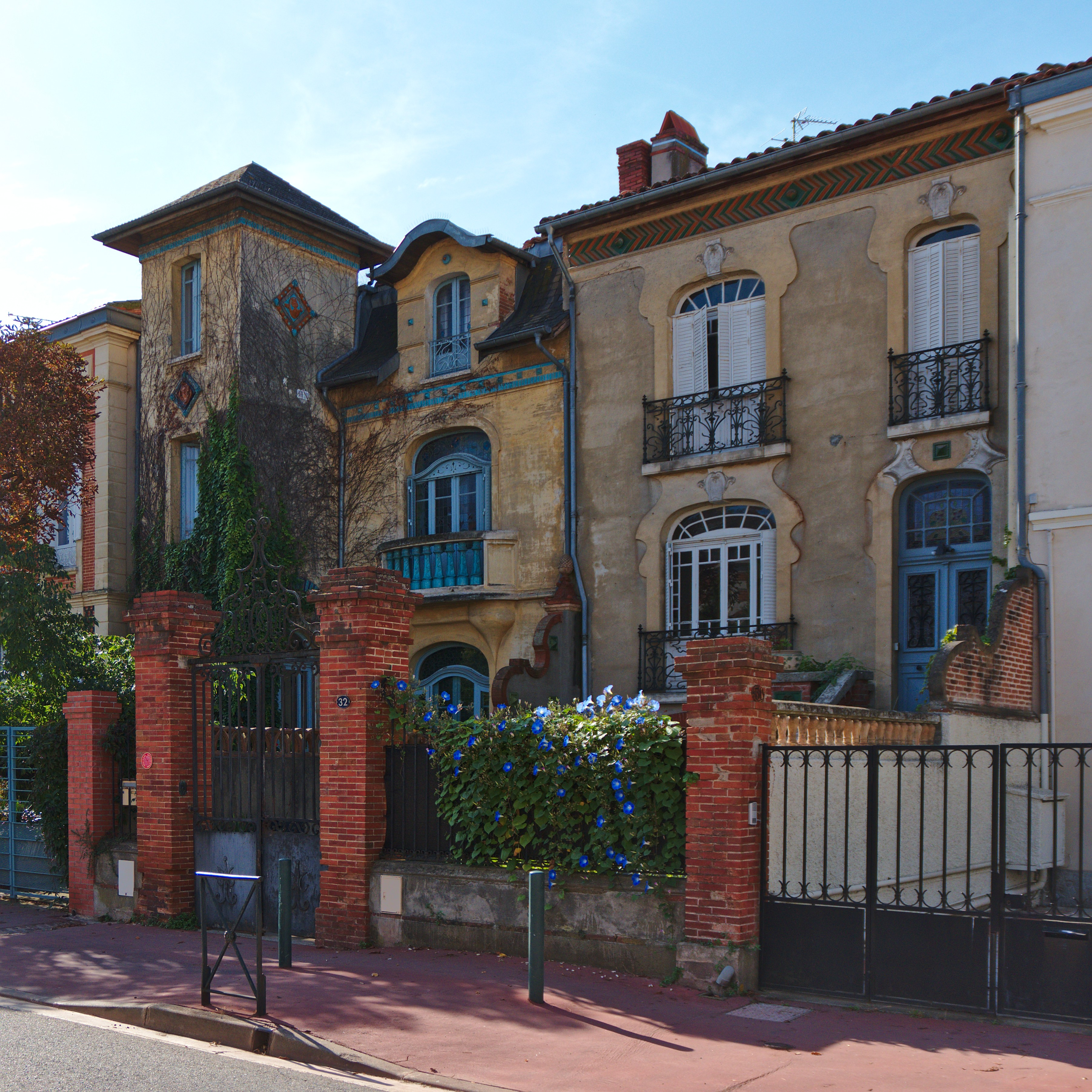
no 34 et 32 : façades des maisons.

- no  32 : maison.  Inscrit MH (1992, façade sur rue et toiture, perron, piliers et grilles de l'entrée) et  Patrimoine XXe siècle (2007)[6]. 
La maison, construite vers 1914, est représentative de l'influence de l'Art nouveau dans les habitations bourgeoises au début du XXe siècle. La maison s'élève en retrait par rapport à la rue et le jardin est fermé par un mur. Il est percé à gauche d'un large portail en ferronnerie, dont les volutes portent le monogramme AL et la date 1808. La maison, large de deux travées, s'élève sur deux étages. Au rez-de-chaussée, le côté gauche est ouvert par une grande arcade voûtée en anse de panier, tandis que sur le côté droit, un escalier monte au 1er étage et à la porte d'entrée. La façade est enduite et mise en valeur par le dessin du chambranle de la porte et des fenêtres, souligné par un décor de volutes et des agrafes en stuc aux motifs feuillagés. De plus, les fenêtres ont des balconnets aux garde-corps en ferronnerie. L'élévation est surmontée d'une frise en céramique orange et vert[7].

- no  34 : maison (premier quart du XXe siècle)[8].
- no  37 : maison[9].
- no  39 : maison Primerose (Jules Calbairac, premier quart du XXe siècle)[10].
- no  40 : maison (premier quart du XXe siècle)[11].
- no  42-44 : maisons doubles (1938)[12],[13].
- no  52 : maison (premier quart du XXe siècle)[14].